# David Anderson (friidrottare)
David Anderson, född 8 december 1965, är en australisk friidrottare. Han deltog vid olympiska sommarspelen 1992.